# Louis-Anne La Virotte
Louis-Anne La Virotte (ou bien que plus rarement, Lavirotte), né en 1725 à Nolay et mort le 2 mars 1759 à Paris, est un célèbre médecin français, traducteur de la médecine anglaise, et un des dix-huit censeurs royaux de l'Histoire Naturelle, la Pharmacie, et de la Chimie.

### Source principale sur sa vie
La Virotte fut introduit au Journal des Savants par la protection du chancelier d’Aguesseau en 1750. C'est de ce collectif qu'est issue l’Éloge qui est faite à sa mort, et qui nous apporte la source la plus longue sur sa vie.

### Docteur en Médecine
Il fait ses études au séminaire d'Autin, et se destine à l'étude de la médecine, qu'il part étudier dans l'université la plus prestigieuse de son temps en ce domaine : la faculté de médecine de Montpellier. Montant à Paris, il obtient son doctorat en 1752, et enseigne à la Faculté de médecine de Paris. 
La Virotte est connu pour avoir défendu l'inoculation de la petite vérole, à la Faculté de Médecine.

## Censeur Royal
Monsieur La virotte est l’un des dix-huit censeurs royaux pour l’histoire naturelle, la médecine et la chimie jusqu'en 1759 (l'année de son décès), ce qui est une marque de confiance de la part du pouvoir monarchique. En effet, il est celui par qui les livres publiés passent, afin d'obtenir l'approbation du Roi, dans le cadre de la Censure Royale.

### Censeur de la philosophie deDiderot:La Lettre sur les Sourds et les Muets,1751.
La Lettre sur les Sourds et les Muets, à l'usage de ceux qui entendent et qui parlent, a été approuvée par La Virotte, comme le rapporte Franck A. Kafker (dans son article sur La Virotte dans la Revue de Recherche sur Diderot et l'Encyclopédie), et Barbara de Negroni dans son ouvrage Lectures interdites, le travail des Censeurs au dix-huitième siècle, 1723 à 1774.

Barbara de Negroni avance dans son ouvrage que : 
« Lavirotte, après avoir lu La Lettre des Sourds et des Muets à l'usage de ceux qui entendent et de ceux qui parlent à l'auteur des Beaux-Arts réduits à un même principe, écrit qu'il n'a rien trouvé dans ce texte qui « empêcherait son impression ». L'anatomie métaphysique de Diderot ne pose pas de problème à un censeur médecin, alors qu'elle inquiéterait un philsosophe, et scandaliserait un théologien.»
Une autre hypothèse, voudrait qu'on ne réduise pas seulement la Virotte à sa fonction de médecin, puisqu'il est aussi un traducteur, et un censeur de la chimie, mais qu'on en fasse un "complice" de l'oeuvre de Diderot. Toutefois, cette hypothèse resterait à étayer, mais n'oublions pas qu'au même moment, La Virotte publie dans le Journal des Sçavans une critique du Discours Préliminaire de d'Alembert, dont une petite partie est transcrite plus bas, et qui nous indique que sur des sujets de Philosophie, le médecin n'est pas en reste. Ajourons encore que lui-même interviendra,dans l'Encyclopédie, dans un article publié à titre posthume. 

### Censeur de la traduction de la chimie du baron d'Holbach:Traité de Physique, d'Histoire Naturelle, de Minéralogie et de Métallurgie,novembre 1752.
Nous retrouvons sa signature dans plusieurs ouvrages traduits de l'Allemand par le baron d'Holbach, et regroupés sous le titre suivant ; Traités de Physique, d'Histoire naturelle, de Minéralogie, et de Métallurgie, pour la plupart traduits de Johann Gottlob Lehmann. 

Publié en trois volumes, on trouve ainsi, à la fin du troisième volume, nommé Essai d'une histoire naturelle de couches de la Terre, l' "approbation" nécessaire afin de publier cet ouvrage :  
« J'ai lû par ordre de Monseigneur le Chancelier un manuscrit qui a pour titre ; Oeuvres Physiques & Minéralgiques de M. Lehmann, traduites de l'Allemand ; & j'ai cru que l'impression en seroit utile au Public. A Paris, ce 4. Novembre 1758. 
Signé LAVIROTTE. »

## Rapport de la Virotte àl'EncyclopédiedeDiderot,D'Alembert, et deJaucourt.
Homme du dix-huitième siècle  par ses pairs (comme en témoigne sa participation au Journal des Sçavans), correspondant de Voltaire, La Virotte est aussi connu pour avoir donné un article aux Encyclopédistes, devenant l'un d'entre eux par là même. 

### Critique duDiscours Préliminairede d'Alembert
Pourtant, en tant que rédacteur du Journal des Sçavans, celui-ci avait critiqué le Discours Préliminaire de l'Encyclopédie, écrit par D'Alembert. Ainsi paraît, en Septembre 1751, après un rapport élogieux de ce que contient le Discours, les phrases suivantes : 
« Avant de finir cet extrait de la Préface, nous croyons devoir ajouter qu'il y a longtemps qu'il n'a paru un ouvrage aussi bien frappé, aussi Philosophique, aussi plein d'esprit & de sagacité, & qui marque tant un génie supérieur. Mais nous sommes obligés d'avertir que cet ouvrage a ses défauts & contient même des choses dangereuses en matiére importante, que des Journalistes attentifs ne doivent point passer sous silence.
L'Auteur suppose que les sensations sont la seule origine des idées, & il n'essaye pas même de le prouver ; il traite avec trop pei de ménagement l'opinion des idées innées qui a été défendue par des Philosophes célébres. Le systéme de Locke est dangereux pour la Religion ; mais on n'a rien à dire, quand ceux qui l'admettent n'en tirent point de mauvaises conséquences ; M. d'Alembert est de ce nombre, il reconnoit disertement la spiritualité de l'ame & l'éxistence de Dieu, mais il est si court sur l'un & l'autre de ces articles, sur lesquels il avoit tant de choses à dire & il est si étendu sur d'autres, que le Lecteur est en droit de demander la raison de la différence. [...] 
Voici les endroits de la Préface, qui nous on paru souffrir le plus de difficulté. Nous ne doutons point que M. d'Alembert ne donne quelques explication dans un des Discours qu'il mettra à la tête des volumes suivans. Nous avons jugé ces observations d'autant plus nécessaires, qu'un ouvrage aussi solide & aussi sçavant mérité une attention plus particulière. »

### Docteur en Médecine, seul article de La Virotte
Néanmoins, en 1755, paraît à titre posthume son article Docteur en Médecine, dans le volume V de l'Encyclopédie.
Ayant signé son article , il est l'un des cent cinquante-neuf Encyclopédistes reconnus par leurs signatures, et signalés dans les Avertissements des Éditeurs, présents au début de chaque volume de Discours. 

Ainsi, il est cité au début du cinquième volume, dans l'Avertissement des Éditeurs : 
« [...] On a déjà annoncé dans l’Avertissement du quatrieme Volume, que M. de Voltaire nous a donné pour celui-ci les articles Esprit, Eloquence, Elégance, & veut bien nous en faire espérer d’autres ; promesse que nous aurons soin de lui rappeler au nom de la Nation ; que M. Paris de Meyzieu, Directeur général des Etudes, & Intendant de l’Ecole Royale Militaire, en survivance, a donné l’article Ecole Militaire ; M. Morand, de l’Académie Royale des Sciences, &c. l’article Doradille, & M. Lavirotte, Docteur en Médecine de la Faculté de Paris, &c. l’article Docteur en Médecine. [...]»
Cet article se trouve à la page 8a, et se poursuit jusqu'à la page 9b. Il s'occupe de décrire le métier du Docteur en Médecine, d'en prouver la solidité des connaissances des médecins et de leurs professeurs, en énumérant minutieusement quels sont les examens que doivent passer les candidats afin d'en devenir un des représentants, et ceci afin de prévenir la population des charlatans.

En voici quelques extraits : 
« Docteur en Medecine ; c’est le titre qu’on donne à ceux qui ont le droit d’enseigner toutes les parties de la Medecine, & de la pratiquer pour le bien de la société. Ce droit ne s’acquert qu’en donnant des preuves authentiques de sa capacité devant des juges avoüés par le public. Ces juges ne peuvent être que des Medecins. C’est à eux seuls qu’il appartient d’apprétier le mérite & le savoir de ceux qui se destinent à l’exercice d’un art si important & si difficile. [...] S’il n’y a aucun art qui exige des connoissances plus étendues, & qui soit si important par son objet, que celui de la Medecine, on ne doit pas être étonné du grand nombre d’épreuves qu’on fait subir à ceux qui veulent acquérir le titre de docteur dans cette faculté ; moins encore doit-on être surpris qu’on attribue à ces docteurs le droit exclusif de professer & d’exercer la Medecine : ce n’est que par des précautions si sages, qu’on peut garantir le peuple de la séduction de tant de personnes occupées sans cesse à imaginer différens moyens d’abuser de sa crédulité, & de s’enrichir aux dépens de la santé & de la vie même des malades qui ont le malheur de tomber entre leurs mains. Voyez, à l’article Charlatan, l’histoire des principaux empyriques qui ont trompé la cour & la ville. [...]
Il semble que pour peu qu’on réfléchisse sur toute cette suite de travaux, qui sont autant de motifs propres à appuyer la confiance du public par rapport aux medecins, on ne pourra s’empêcher d’être étonné qu’il soit encore si souvent la dupe de tant d’empyriques aussi imposteurs qu’ignorans ; mais la négligence où l’on vit sur sa santé, qu’on s’accorde cependant à regarder comme le bien le plus précieux, paroît être une inconséquence si générale, que par-tout on la livre au premier venu, qu’on la sacrifie sans ménagement, & qu’on se consume en excès : en un mot, par-tout on trouve des charlatans ; & quoiqu’il y en ait beaucoup à Paris, il y en a encore davantage à Londres, la ville de l’Europe où l’on se pique de penser le plus solidement. La plûpart des hommes sont amoureux de la nouveauté, même  en matiere de Medecine ; ils préferent souvent les remedes qu’ils connoissent le moins ; & ils admirent bien plus ceux qui annoncent une méthode singuliere & déréglée, que ceux qui se conduisent en hommes sages, & suivent le cours ordinaire des choses. Cet article est de M. Lavirotte, docteur en Medecine.»

### La Virotte cité par les Encyclopédistes
Monsieur de la Virotte étant aussi un traducteur, et un professeur, il est cité par deux fois dans l'Encyclopédie sous la forme "La Virotte", et une fois sous la forme "Lavirotte".

Une première fois, il est cité en référence par Gabriel-François Venel (lui-même médecin, chimiste), dans l'article Chaleur (Œconomie Animale) : 
« [...] Mais toutes ces opinions qui ont regné dans l’école pendant les plus beaux jours de la Physiologie, qui peuvent compter parmi leurs partisans un Bergerus, un Boerhaave, un Stahl ; ces opinions, dis-je, ont été enfin très-solidement réfutées par le docteur Douglas (essai déjà cité), qui leur oppose entre autres argumens invincibles, l’impossibilité d’expliquer le phénomene essentiel, savoir, l’uniformité de la chaleur des animaux sous les différentes températures de leur milieu ; & c’est précisément à ce phénomene, qui fait effectivement le vrai fond de la question, que le système du docteur Douglas satisfait par la solution la plus naturelle & la plus séduisante. Cet ingénieux système, qui a été orné, étendu, & soûtenu avec éclat dans les écoles de Paris par M. de la Virotte, n’est cependant encore qu’une hypothese, à prendre cette expression dans son sens desavantageux, comme je vais tâcher de le démontrer : je dis démontrer ; car en Physique même nous pouvons atteindre jusqu’à la démonstration, quand nous n’avons qu’à détruire, & sur-tout lorsqu’il ne s’agit que d’une explication physiologique, appuyée sur les lois méchaniques & sur le calcul. [...]»

La deuxième fois, il est cité par M. Bourdeu pour une de ses traductions, dans le long article Crise (Médecine).
« Nous devons à l’attention & au goût de M. Lavirotte medecin de Montpellier & de Paris, très-connu dans la république des Lettres, la connoissance d’une découverte fort remarquable, publiée en Anglois par M. Nihell, au sujet des observations sur les crises, faites principalement par le docteur Don Solano medecin espagnol. »

La troisième fois, il est cité par M. Menuret, dans le long article Pouls (Med. Econom. anim. Physiol. Séméiot.), cette fois en sa qualité de traducteur.
« C’est une obligation que la Médecine & l’humanité ont à cet auteur [le Docteur Solano], d’avoir mis les idées du praticien espagnol dans un nouveau jour, & de les avoir arrachées à l’oubli dans lequel les auroit laissé tomber la négligence indolente de cette nation. Cet ouvrage est écrit en anglois, d’où il a été traduit en latin par M. Noorthwyk, & en françois par M. de la Virotte, sous ce titre : observations nouvelles & extraordinaires sur la prédiction des crises par le pouls, &c. par dom Solano de Lucques, enrichies de plusieurs cas nouveaux, par M. Nihell, &c. chez Debure, Paris 1748. »

## Livres traduits
Louis Anne la Virotte est un "traducteur de l'Anglois". Voici quelles sont ses traductions : 
1. Observations nouvelles sur les Crises [13].
2. Dissertations sur la transpiration.
3. Dissertation sur la Chaleur.
4. Découvertes philosophiques de Newton de Maclaurin (1749) (approbation faite par M. Clairault)[14].
5. Nouvelles Observations Microscopiques de Needham (1750).
6. Observations sur une Hydrophobie spontanée, suivie de la rage, 1757, in-12